# Lee Ramoon
Lee Ramoon (n. Islas Caimán, 29 de enero de 1965) es un exfutbolista caimanés. Jugó en la selección de las Islas Caimán, siendo este el anotador del primer gol en la historia de esta selección, considerado uno de los mejores futbolistas de Islas Caimán.

## Trayectoria
Jugó fútbol en Estados Unidos entre 1984 y 1987 y fue en 1988 cuando se trasladó a Inglaterra, donde jugó en Stockport County F.C., jugó un año y de ahí pasó al PC Strikers hasta 1994 cuando fichó un año con el Altrincham F.C., fue cedido a préstamo en Winsford United F.C., en 1995 fue cedido a préstamo con el Burscough F.C., y de ahí con el Porthmadog F.C. ahora en Gales, en 1996 regresa a su país para jugar en el George Town SC, donde jugó hasta su retiro en 2010 ganando 3 ligas con ese equipo.

## Clubes
| Club                          | País         | Año       |
| ----------------------------- | ------------ | --------- |
| Stockport County F.C.         | Inglaterra   | 1988-1989 |
| PC Strikers                   | Inglaterra   | 1990-1994 |
| Altrincham F.C.               | Inglaterra   | 1994-1995 |
| Winsford United F.C. (cedido) | Inglaterra   | 1994      |
| Burscough F.C. (cedido)       | Inglaterra   | 1995      |
| Porthmadog F.C. (cedido)      | Gales        | 1995      |
| George Town SC                | Islas Caimán | 1996-2010 |

## Palmarés
- CIFA Premier League:

1996-97, 1998-99, 2001-02
- Copa FA de las Islas Caimán:

1997-98, 2001-02, 2009-10, 2010-11
- Copa Digicel de las Islas Caimán:

2009-10, 2010-11
- CIFA Charity Shield:

2010
 Distinciones individuales 
| Distinción                                     | Año  |
| Galardonado con la Orden del Mérito de la FIFA | 2004 |